# 久里みのる
久里 みのる（くり みのる、1944年6月30日 - ）は、日本の俳優、お笑いタレント。エヌ・エー・シーに所属していた。姉は女優、歌手の久里千春。

## 人物
東京都出身。1963年、内藤陳らと共に、お笑いトリオ「トリオ・ザ・パンチ」を結成。脱退後は俳優メインに活動。

## 出演作品

### 映画
- 落語野郎 大爆笑（1967年） - ガラッ八
- 落語野郎 大泥棒（1967年） - 人太
- 恋の乙女川（1969年） - よし夫
- (秘)女子大生 妊娠中絶（1969年） - 純
- 喜劇 頑張れ!日本男児（1970年） - 星太郎

### テレビドラマ
- 進め!青春
- プロファイター
- 怪奇大作戦 第22話「果てしなき暴走」（1969年） - フーテンのタケシ
- 青空にとび出せ!
- 独身のスキャット
- ケンちゃんトコちゃん - エッチさん
- 女殺し屋 花笠お竜
- 佐野洋サスペンスアワー 二つの顔
- おさな妻
- おひかえあそばせ 第6話「匂うばかりに」（1971年）
- 飛び出せ!青春
- だから大好き! - サブ
- 刑事くん 第17話「吹けよ木枯し」（1971年）
- キイハンター
- 熱血猿飛佐助 - 喜八
- キカイダー01 - 百地頑太 ※第19話まで
- アイフル大作戦
- ふしぎ犬トントン
- 大江戸捜査網 第3シリーズ
- コメットさん 第55話「私の子猫は迷探偵」（1979年）
- 新・江戸の旋風 第23話「源兵衛長屋に鶴が来た」（1980年） - 辰次
- 噂の刑事トミーとマツ
  - 第22話「トミー変身の秘密 PART-2」（1980年） - 犬山連合構成員
  - 第37話「トミマツのダンシングオールナイト」（1980年） - 青木
- 俺はあばれはっちゃく
- 暁に斬る!
- 右門捕物帖
- 暴れ九庵
- 京都神戸殺人事件